# Le Pin-en-Mauges
Le Pin-en-Mauges – miejscowość i dawna gmina we Francji, w regionie Kraj Loary, w departamencie Maine i Loara. W 2008 roku liczba ludności wynosiła 1390 mieszkańców. 
W dniu 15 grudnia 2015 roku z połączenia 10 ówczesnych gmin – Andrezé, Beaupréau, La Chapelle-du-Genêt, Gesté, Jallais, La Jubaudière, Le Pin-en-Mauges, La Poitevinière, Saint-Philbert-en-Mauges oraz Villedieu-la-Blouère – utworzono nową gminę Beaupréau-en-Mauges. Siedzibą gminy została miejscowość Beaupréau. 